# Dorotea község
Dorotea község (svédül: Dorotea kommun) Svédország 290 községének egyike. 
A mai község 1980-ban jött létre.

## Települései
A községben 9 település található:
| Település     | Népesség | Megjegyzés         |
| ------------- | -------- | ------------------ |
| Dorotea       |          | a község székhelye |
| Svanabyn      |          |                    |
| Högland       |          |                    |
| Västra Ormsjö |          |                    |
| Laiksjö       |          |                    |
| Lavsjö        |          |                    |
| Rajastrand    |          |                    |
| Risbäck       |          |                    |

### Külső hivatkozások
- Hivatalos honlap